# Mézières-en-Vexin
Mézières-en-Vexin är en kommun i departementet Eure i regionen Normandie i norra Frankrike. Kommunen ligger i kantonen Écos som tillhör arrondissementet Les Andelys. År 2022 hade Mézières-en-Vexin 598 invånare.

## Befolkningsutveckling
Antalet invånare i kommunen Mézières-en-Vexin
Referens:INSEE